# تو يويو
تو يويو (بالصينية: 屠呦呦) مواليد 30 ديسمبر 1930 في نينغبو، تشيجيانغ، جمهورية الصين، هي عالمة صينية متخصصة في الطب والكيمياء الدوائية. حازت على جائزة نوبل في الطب في 2015 مع البروفسور الياباني ساتوشي أومورا، والايرلندي وليام كامبل.

## روابط خارجية
- تو يويو على موقع الموسوعة البريطانية (الإنجليزية)
- تو يويو على موقع مونزينجر (الألمانية)